# Clavage
 (décembre 2022).
Si vous disposez d'ouvrages ou d'articles de référence ou si vous connaissez des sites web de qualité traitant du thème abordé ici, merci de compléter l'article en donnant les références utiles à sa vérifiabilité et en les liant à la section « Notes et références ».
Clavage est un terme de construction.
Le sens premier est celui de mise en place de la clef d'une voûte ou d'un arc formés de claveaux, c'est-à-dire de pierres taillées en forme de coins. La clef est le claveau formant le faîte de la voûte ou de l'arc.
Par extension c'est l'action consistant à solidariser deux parties d'ouvrage construites indépendamment. Exemple : le clavage du tablier métallique du viaduc des Fades (1909).